# São João da Boa Vista (Tábua)
São João da Boa Vista is een plaats (freguesia) in de Portugese gemeente Tábua en telt 484 inwoners (2001).